# Kepi

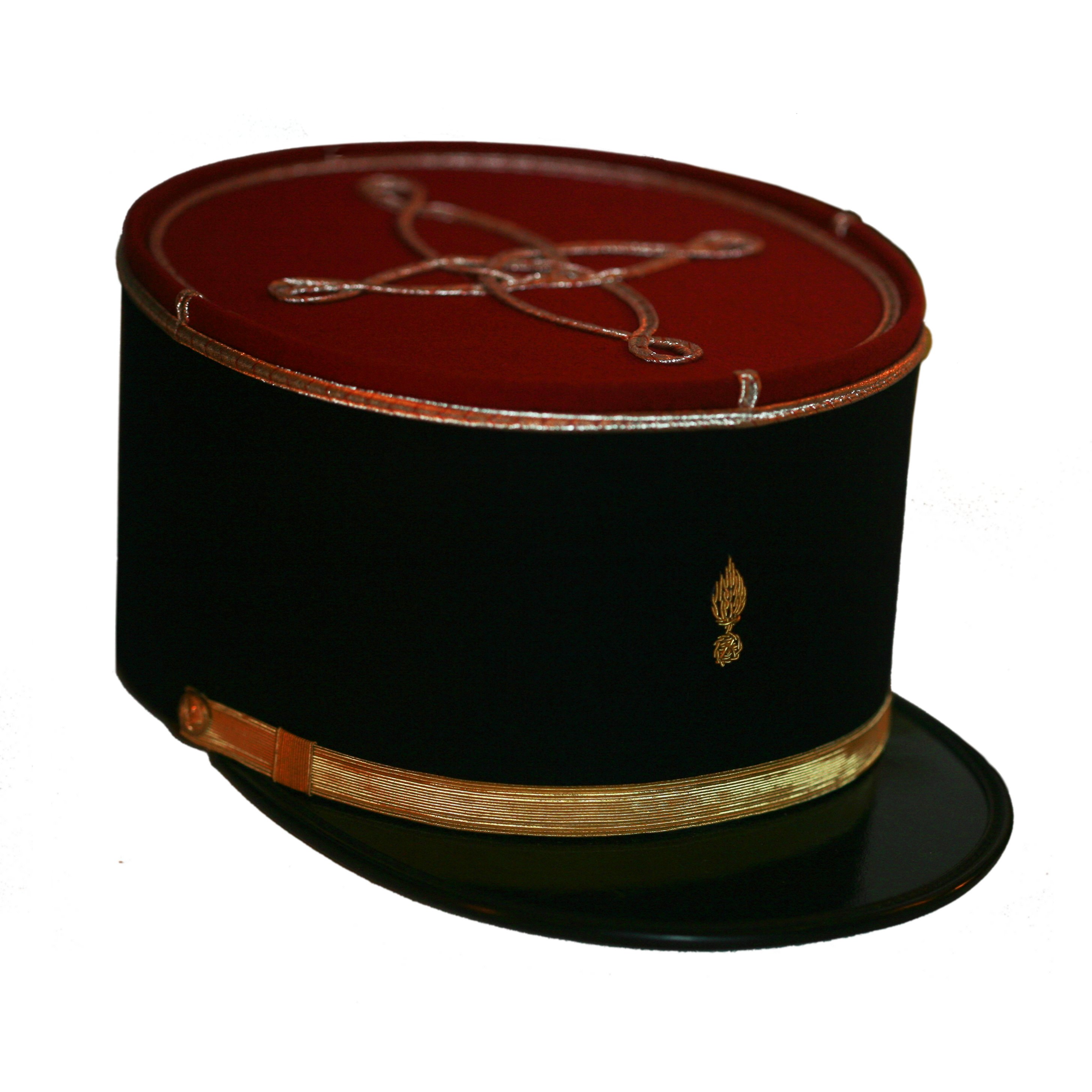
Współczesne francuskie kepi używane do munduru wyjściowego

Kepi – czapka o kształcie ściętego stożka lub walca, wyposażona w daszek. Wprowadzona w I połowie XIX w. w armii francuskiej (gdzie używana jest do dziś). Z czasem zdobyła popularność również w innych państwach. 

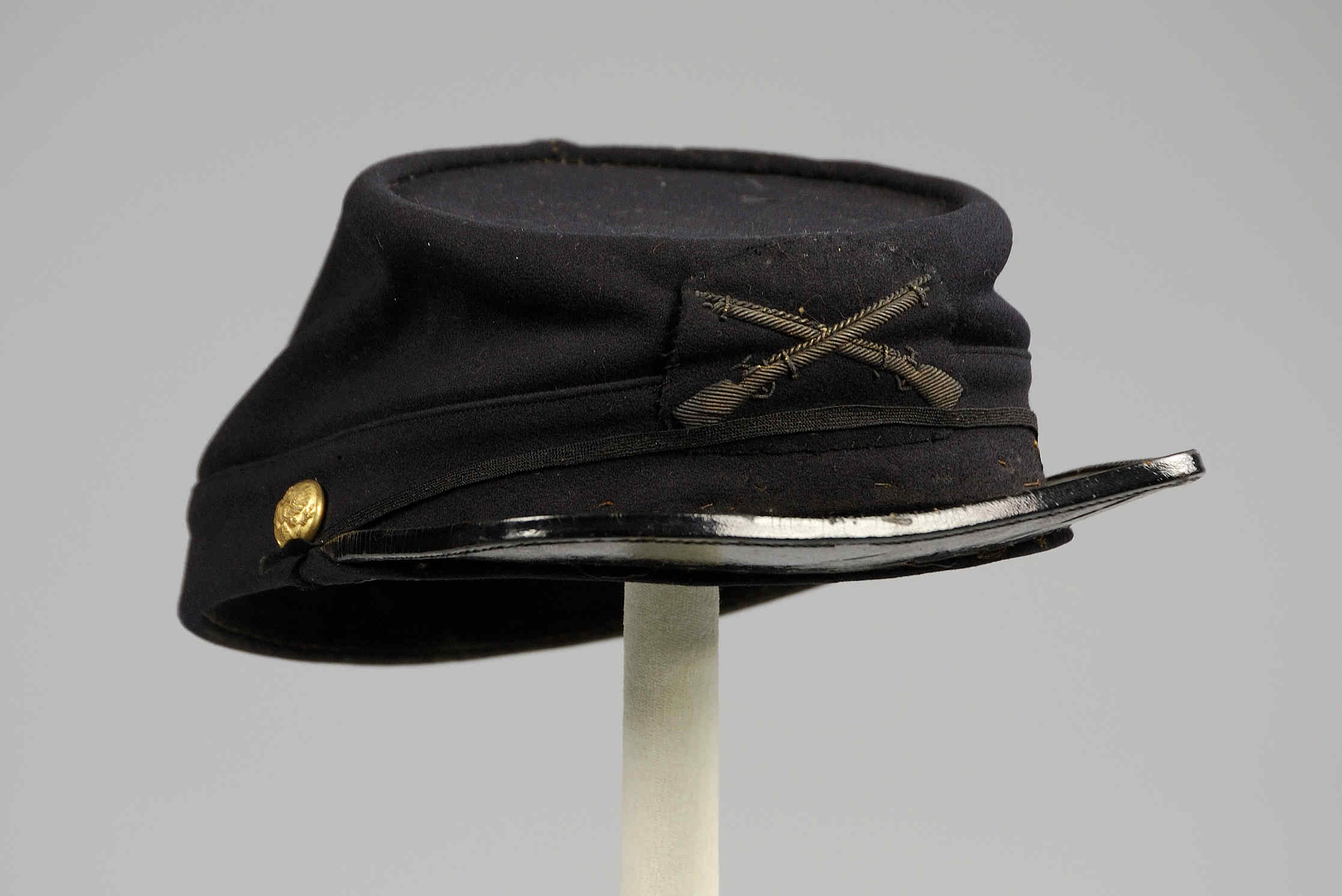
Amerykańskie wojskowe kepi z okresu wojny secesyjnej
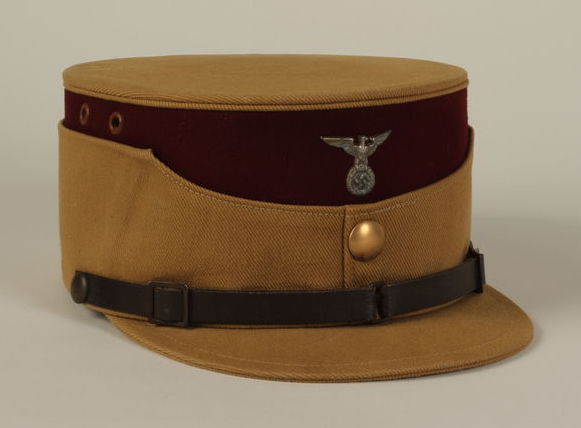
Niemieckie kepi organizacji SA z okresu III Rzeszy
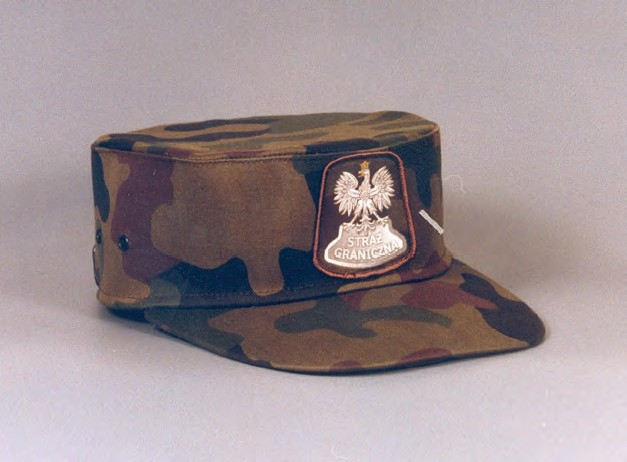
Współczesne kepi polskiej Straży Granicznej